# Reich allemand
18 janvier 1871 – 5 juin 1945
(74 ans, 4 mois et 18 jours)
Entités précédentes :
- Confédération de l'Allemagne du Nord (1871)
- Royaume de Bavière (1871)
- Royaume de Wurtemberg (1871)
- Royaume de Saxe (1871)
- Grand-duché de Bade (1871)
- Grand-duché de Hesse (1871)
- République française (Alsace-Moselle, 1871)
- Royaume-Uni (Heligoland, 1890)

Entités suivantes :
- République française (Alsace-Moselle, 1918)
- République de Pologne (voïvodies de Poméranie, de Posnanie et de Silésie ; 1919)
- Royaume de Belgique (Eupen-Malmedy ; 1920)
- Royaume de Danemark (Jutland-du-Sud ; 1920)
- Ville libre de Dantzig (1920)
- Territoire de Memel (1920)
- Tchécoslovaquie (territoire de Hlučín ; 1920)
- Territoire du bassin de la Sarre (1920)
- Allemagne occupée
- Autriche occupée
- République tchécoslovaque

Le Reich allemand (en allemand : Deutsches Reich), également traduit en Empire allemand pour la période 1871-1918, était le premier État-nation de l’histoire de l’Allemagne. Deutsches Reich a été le nom légal de cet État de janvier 1871 à juin 1945.
Juridiquement issu de la confédération de l'Allemagne du Nord créée en 1867, il rassemblait la plupart des États précédemment membres de la Confédération germanique à l’exclusion de l’Autriche, dans le cadre de la configuration dite « petite-allemande ». Son territoire a subi d’importantes pertes après la Première Guerre mondiale ; il a ensuite été étendu à l’Autriche et à d’autres régions frontalières à la suite des annexions et conquêtes du régime nazi, et la désignation officielle de l’État a été changée en Reich grand-allemand (en allemand : Großdeutsches Reich) en 1943. Il s’est effondré avec la défaite de 1945 face aux Alliés.

## Les différents régimes politiques du Reich
Trois régimes politiques, distingués par leurs noms d'usage, ont utilisé ce nom officiel :
- l’Empire allemand[1] (1871 – 1918), parfois appelé le « Deuxième Reich » ou « Reich impérial », une monarchie constitutionnelle à tendance autoritaire dominée par la Prusse, et où les anciennes dynasties coexistaient avec le pouvoir de l’empereur ;
- la république de Weimar[2] (1918 – 1933)[a], parfois appelée la « Première République » ou « Reich républicain »[réf. nécessaire], une république pluraliste et semi-présidentielle plus centralisée ;
- le Troisième Reich[3] (1933 – 1945), le régime nazi dirigé par Adolf Hitler, celui-ci s’étant attribué en août 1934 le titre de « Führer et chancelier du Reich » (en allemand : Führer und Reichskanzler), fusionnant à son profit les postes de chancelier et de président du Reich.

Le terme Reich, intraduisible précisément en français mais évoquant les terres jusques auxquelles un peuple est arrivé et qui lui sont accessibles,, fait référence au Saint-Empire romain de la Nation germanique (en allemand : Heiliges Römisches Reich Deutscher Nation), vaste ensemble qui rassembla de 962 à 1806 de nombreux États sous la couronne d’un « empereur des Romains ».

## Histoire

### Formation
Le Reich allemand est né le 18 janvier 1871 par la proclamation du roi de Prusse Guillaume Ier comme empereur allemand au château de Versailles. Son ministre-président Otto von Bismarck, après l’échec du mouvement nationaliste de 1848, avait entrepris de réaliser l’unité au profit de la Prusse « par le fer et par le sang ». Sa politique a consisté à mettre fin à l’hégémonie autrichienne dans l’espace allemand par la guerre des Duchés en 1864 ; puis à assurer la domination de la Prusse par la dissolution de la Confédération germanique et la création d’une confédération de l'Allemagne du Nord après la guerre austro-prussienne de 1866 ; et enfin à rallier les États membres du Sud de l'Allemagne (Bade, Hesse, Wurtemberg, Bavière) par la guerre franco-allemande de 1870.
Juridiquement, la création du Reich se traduit par l’adhésion des États du Sud à la Confédération et par la transformation de la constitution fédérale.
Bien que se présentant comme l’État-nation de tous les Allemands, le Reich ne comprenait pas tous les territoires qui se considéraient comme allemands, notamment la partie germanophone de l’Autriche-Hongrie, qui faisaient encore partie de la Confédération germanique en 1866.

### Évolution de 1871 à 1945

L'Empire allemand est proclamé en 1871.

Le Reich allemand en guerre, ici à l'été 1942.

Si l’empire fondé en 1871 est une monarchie constitutionnelle, le régime n’est cependant pas parlementaire, et malgré le suffrage universel institué dès l’origine, le Reichstag ne joue qu’un rôle restreint, le pouvoir exécutif n’émanant que de l’empereur. Le chancelier impérial (Reichskanzler), en même temps ministre-président de Prusse, est le seul ministre du Reich, et les administrations gouvernementales sont dirigées selon ses ordres par des hauts fonctionnaires. La répartition du pouvoir entre l’empereur et le chancelier varie selon les règnes : une première période, dite de fondation (Gründungszeit), correspond au règne de l’empereur Guillaume Ier et est dominée par la figure du chancelier impérial Otto von Bismarck, qui garde la haute main sur toutes les affaires de l’État. L’avènement de Guillaume II en 1888 — après un règne de quelques mois de son père Frédéric III — et le renvoi de Bismarck en 1890 marquent le début de période dite wilhelminienne (wilhelminische), qui voit l’empereur mener sa propre politique.
La défaite de 1918 provoque la chute du régime impérial et la proclamation de la république le 9 novembre 1918. Une Assemblée nationale, réunie à Weimar, dote le Reich d’une constitution instaurant une démocratie pluraliste et semi-présidentielle. Le chancelier du Reich devient responsable devant le Reichstag et un véritable gouvernement est créé. Le caractère parlementaire du régime est tempéré par les forts pouvoirs accordés au président du Reich (Reichspräsident), chef d’État disposant d’une certaine latitude pour la désignation du chancelier et la formation du cabinet. Le Reich perd l’Alsace-Lorraine, divers autres territoires frontaliers et son empire colonial ; par ailleurs, la réunion avec l’Autriche allemande est interdite malgré le vœu des deux États. Ces conditions, ainsi que les lourdes indemnités de guerre et la grave crise économique que connaît le pays, rendent chaotiques les premières années du nouveau régime.

L'Allemagne perd du territoire européen et ses colonies à la suite de sa défaite lors de la Première Guerre mondiale.

Les années 1920 voient le développement du mouvement nazi dirigé par Adolf Hitler ; ce dernier parvient au pouvoir à fin janvier 1933 en tant que chancelier du Reich, nommé par le président Hindenburg. Après la mort de Hindenburg en août 1934, Hitler s’attribue les fonctions de chef d’État qu’il cumule avec celles de chef de gouvernement (chancelier) et prend le titre de « Führer et chancelier du Reich ». Les nazis prennent le contrôle de tous les pouvoirs d’État et introduisent un système totalitaire étroitement associé au Parti national-socialiste. Tous les contre-pouvoirs possibles — Reichstag, Reichsrat, partis d’opposition — sont supprimés ou leurs actions rendues inopérantes. Le fédéralisme est aboli et l’administration territoriale du Reich a lieu dans le cadre de Reichsgaue, chacun d’eux étant dirigé par un gauleiter nommé par le pouvoir central, ce qui fait du Troisième Reich le seul régime unitaire de l’histoire allemande à l’exception de la République démocratique allemande.

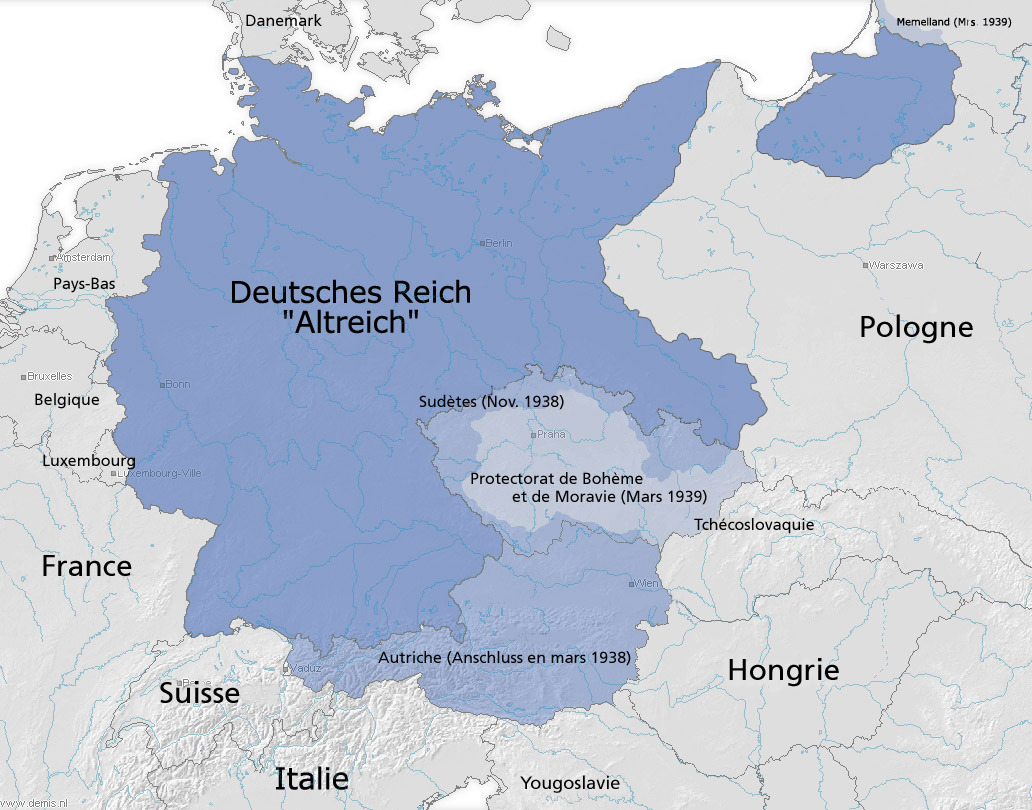
Hitler, dans sa volonté de réunir tous les peuples germanophones dans un même État, annexe l'Autriche et les Sudètes en 1938.

À partir de l’année 1938, le régime nazi se lance dans une politique d’annexions, puis de conquêtes militaires qui aboutissent au déclenchement la Seconde Guerre mondiale ; en 1940, le territoire du Reich s’est considérablement étendu et intègre notamment l’Autriche, l’Alsace-Lorraine et une moitié du territoire polonais.

### Disparition

Après sa capitulation, l'Allemagne est occupée par les États-Unis, le Royaume-Uni, la France et l'Union Soviétique. Elle perd des territoires de l'Est au profit de la Pologne ainsi que la Prusse-Orientale qui est divisée entre la Pologne et l'Union Soviétique.

Le Reich allemand s’effondre de facto le 9 mai 1945, les Alliés ayant décidé de ne pas reconnaître à Karl Dönitz la qualité de président du Reich que lui accorde le testament de Hitler et de n’accorder aucune légitimité au gouvernement de Flensbourg qu’il a constitué. Le 5 juillet, les Alliés signent à Berlin une déclaration concernant la défaite de l’Allemagne et la prise de contrôle de l’autorité suprême à l’égard de l’Allemagne, par laquelle ils créent un Conseil de contrôle allié et s’attribuent l’autorité suprême sur le territoire allemand.
Les territoires à l'est de l’Oder et de la Neisse, formant le quart du Reich de 1937, sont détachés de l’Allemagne en application des décisions prises à la conférence de Potsdam et annexés à la Pologne ou — pour la partie nord de la Prusse-Orientale — annexés à l'Union soviétique ; la population allemande qui y réside encore est expulsée vers le nouveau territoire allemand dans les années suivantes. L’Autriche et d’autres territoires annexés à partir de 1938 sont également extraits de l’espace allemand. Quatre zones d’occupations — américaine, britannique, française et soviétique — sont créées, recouvrant la nouvelle Allemagne et la nouvelle Autriche.

## Emploi de la notion deReich
Les notions de Reich et de Bund sont comparables, voire interchangeables, dans l’histoire constitutionnelle de l’Allemagne ; il est ainsi déclaré dans le préambule de la constitution de 1871 que le roi de Prusse et les souverains des États du Sud forment une « Alliance perpétuelle » (« ewiger Bund »).
L’utilisation du mot Reich pour le nom du nouvel État visait à la présenter comme la résurrection du Saint-Empire romain germanique (Heiliges Römisches Reich Deutscher Nation), disparu en 1806 lorsque François II avait déposé la couronne impériale et avait relevé tous les organes et fonctionnaires impériaux de leurs devoirs envers l’Empire. C’était une manière indirecte de poser comme illégitime la prétention de l’empire d’Autriche à incarner la succession légitime du Saint Empire.
La qualification du Saint Empire comme « Premier Reich » et celle de l’Empire wilhelmien comme « Deuxième Reich » gagna en popularité avec l’ouvrage de l’écrivain nationaliste Arthur Moeller van den Bruck en 1923, Das dritte Reich ; van den Bruck est le premier à parler d’un « Troisième Reich » dont il souhaite l’avènement. Les nazis employèrent l’expression dans les années 1920 pour souligner leur volonté de renverser la république, mais l’abandonnèrent plus ou moins une fois arrivés au pouvoir pour parler simplement de « Reich ».
Hors d’Allemagne, le terme Reich est aujourd’hui fortement associé au régime nazi.

## Situation juridique après 1945
Du point de vue de l’histoire politique, le Reich allemand a disparu en 1945 avec l’effondrement de ses institutions. Cependant, l’idée de sa disparition en tant qu’État a été discutée du point de vue juridique, ce qui a eu certaines conséquences concernant l’existence et le statut de la République fédérale d’Allemagne. Les critiques s’appuient sur le fait que ni la défaite ni l’occupation ne valaient dissolution de l’État fondé en 1871 à partir de la confédération créée en 1866. Dieter Blumenwitz écrit ainsi :
« 
La capitulation sans condition des forces armées allemandes les 7 et 8 mai 1945 n’était rien d’autre qu’un acte militaire et ne pouvait par conséquent atteindre la substance juridique du pouvoir étatique [Staatsgewalt] allemand. […] Même l’arrestation par les vainqueurs le 23 mai 1945 du dernier gouvernement du Reich (le « gouvernement Dönitz »), désormais sans pouvoir, n’a pas porté atteinte au cœur du pouvoir étatique allemand, car le pouvoir étatique ne dépend pas du sort de ceux qui en exercent les fonctions et car le pouvoir étatique allemand était du reste encore exercé aux échelons intermédiaires et inférieurs. »
Plusieurs théories ont été avancées pour défendre l’idée que le Reich avait juridiquement disparu :
- la théorie de la débellation (Debellationstheorie) est l’idée que la cessation du pouvoir d’État et son appropriation par un condominium des pays vainqueurs ont entraîné la disparition de l’Allemagne en tant qu’État souverain ;
- la théorie du démembrement (Dismembrationstheorie) est l’idée que le Reich a disparu dans le territoire de la RFA et dans celui de la RDA, qu’aucun des deux États ne lui est identique, et qu’il a par conséquent cessé d’exister ; au sein même de cette théorie, il existe différentes opinions sur la date de la disparition du Reich : avec la fondation des deux États en 1949, ou avec la reconnaissance de leur souveraineté par les puissances d’occupation concernées en 1954, ou encore avec l’entrée en vigueur du traité fondamental de 1973 ; (Schweitzer 1986, Rn 629)

S’opposent à ces théories les théories dites du maintien (Fortbestandtheorien), qui postulent que le Reich n’a pas disparu en 1945. Les modalités de ce « maintien » sont susceptibles de plusieurs interprétations :
- la théorie du toit (Dachtheorie) ou théorie des ordres séparés (Teilordnungstheorie) est l’idée que la RFA et la RDA sont deux ordres séparés existant sous le « toit » fictif du Reich, sans qu’aucune ne s’identifie à lui ;
- la théorie du noyau étatique (Staatskerntheorie) est l’idée que la RFA est identique au Reich, mais qu’il existe une différence entre son territoire, qui est celui du Reich dans ses frontières de 1937, c’est-à-dire avant les annexions hitlériennes, et la zone d’application de la Loi fondamentale, réduit à la partie occidentale ;
- la théorie de l’État croupion (Schrumpfstaatstheorie) ou théorie de l’État-noyau (Kernstaatstheorie) est l’idée que la RFA est identique au Reich, mais que le territoire du Reich a été réduit à celui de la RFA ;
- la théorie de l’identité partielle (Teilidentitätstheorie) est l’idée que chacun des deux États (RFA et RDA) est identique au Reich dans les limites de son propre territoire.

Il existe depuis 1985 un « Gouvernement provisoire du Reich » (Kommissarische Reichsregierung), proche de l’extrême-droite, proclamé sur le postulat que le Reich existe toujours et que la République fédérale d’Allemagne n’existe pas du point de vue du droit international public et du droit constitutionnel. Il n’a aucun pouvoir réel et aucune reconnaissance.
Le Reich allemand dans ses frontières au 31 décembre 1937 a été assimilé à l’idée d’« Allemagne » — ou d’« Allemagne dans son ensemble », « Germany as a whole » — et à la désignation d’« Allemagne » jusqu’à la conclusion du traité de Varsovie en 1970, puis celle du traité de Moscou en 1990. Le rétablissement de la pleine souveraineté de l’Allemagne avec l’entrée en vigueur de la déclaration finale du traité de Moscou le 15 mars 1991 a attribué à la République fédérale d’Allemagne (RFA) la qualité qu’avait le Reich de 1871 d’État-nation petit-allemand, fédéral et intégré dans l’ordre européen. « Allemagne » est aujourd’hui la désignation courte officielle de la RFA.